# Helmward von Minden
Helmward (auch Helinwardus oder Helmwardus) († 12. oder 14. Februar 958) war von 950 bis zum 12. oder 14. Februar 958 Bischof von Minden.
Helmward war Benediktinermönch. Als Bischof weihte er 952 oder 953 den zweiten Mindener Dom auf Gorgonius, Laurentius und Alexander ein, nachdem der karolingische Dom 947 durch einen Brand zerstört worden war. Überliefert sind ferner sein tugendhaftes Leben und seine guten Predigten. Helmward wird in der katholischen Kirche als Heiliger verehrt. Sein Gedenktag ist der 12. Februar. Teils wird dieser Tag als sein Todestag angenommen. Andere Quellen überliefern jedoch, dass Helmward am Namenstag von Valentin von Terni, also am 14. Februar, verstarb.